# Lienzo Seler Coixtlahuaca II

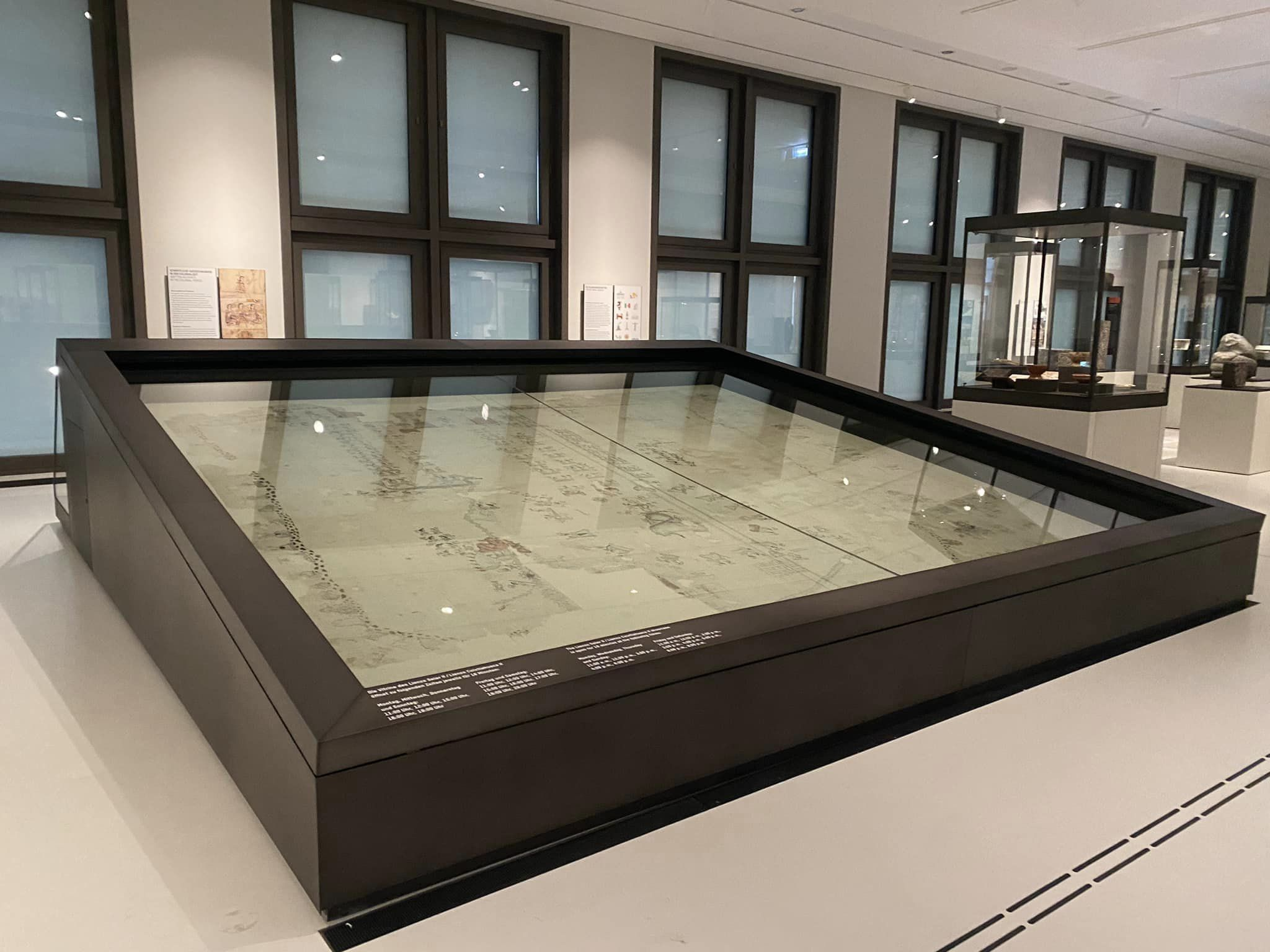
El Lienzo Seler Coixtlahuaca II en el Ethnologisches Museum Berlin, Alemania.

El Lienzo Seler II o Lienzo de Coixtlahuaca II Lienzo Seler Coixtlahuaca II es un mapa indígena del siglo XVI del señorío de Coixtlahuaca y su territorio. El lienzo está compuesto por once lienzos de algodón elaborados en telar tradicional indígena de cintura. Mide 375 x 425 cm y es el documento de la región Mixteca más grande y con la información más variada del Grupo de documentos del Valle de Coixtlahuaca. El Lienzo Seler II es nombrado en honor al científico alemán Eduard Seler quien lo trajo de México a Berlín y para formar parte de la colección Mesoamericana del ahora Ethnologisches Museum Berlin.
El registro histórico del Lienzo data del siglo XIII y como otros mapas indígenas, registra información genealógica, geográfica y topográfica de los altépetl de la región.  

## Grupo de documentos del Valle de Coixtlahuaca
El Lienzo Seler Coixtlahuaca II pertenece al Grupo de documentos de la región de Coixtlahuaca y que comprende diversos manuscritos pictóricos que juntos forman uno de los cuerpos documentales más importantes de la escritura pictográfica indígena. El grupo está comprendido por los siguientes lienzos elaborados en algodón:
- Lienzo de Coixtlahuaca I o Ixtlán
- Lienzo de Coixtlahuaca o Seler II
- Lienzo Meixueiro también llamado Coixtlahuaca III o Lienzo A
- Lienzo de Tequixtepec I y II
- Lienzo de Tlapiltepec también llamado Lienzo Antonio de León, Lienzo Antonio de León de Papalutla y Miltepec, Códice Rickards y Lienzo de Chicomostoc
- Lienzo de Ihuitlán
- Lienzo de Nativitas
- Lienzo de Tulancingo
- Lienzo de Otla
- Lienzo de Aztatla

Otros manuscritos que conforman el grupo son:
- Rollo Selden en papel amate
- Fragmento Gómez de Orozco en piel de venado
- Códice Baranda conocido también como Códice Alvarado en piel de venado

Este conjunto de documentos se enfoca en la relación histórica y genealógica de los pueblos del valle de Coixtlahuaca con elementos cartográficos.

## Proveniencia
Para enteder el origen del Lienzo, hay que analizar su camino hasta Berlín. Eduard Seler manda un reporte al entonces Königliches Museum de Berlín el 29 de julio de 1897 donde registra el Lienzo como parte de las colecciones que adquiere entre 1895 y 1897. Dentro del registro solo menciona las medidas del Lienzo y que proviene del cabildo de Coixtlahuaca en la Mixteca Alta, por lo que se sabe que el Lienzo se encontraba en el cabildo hasta mediados de 1890 y aunque no se sabe con exactitud de quién y cómo adquirió el Lienzo, se piensa que lo pudo haber adquirido a través del historiador oaxaqueño Manuel Martínez Gracida junto con la colección arqueológica del mismo. 